# Anatolij Ciuciunou
Anatol Dzmitryjewicz Ciuciunou (biał. Анатолій Дзмітрыевіч Цюцюноў, ros. Анатолий Дмитриевич Тютюнов, Anatolij Dmitrijewicz Tiutiunow; ur. 21 września 1949 w Bielenowie) – białoruski inżynier automatyk i polityk, deputowany do Rady Najwyższej Republiki Białorusi XIII kadencji, w latach 1996–2000 deputowany do Izby Reprezentantów Republiki Białorusi I kadencji.

## Życiorys

### Młodość i praca
Urodził się 20 grudnia 1963 roku we wsi Bielenowo, w rejonie sieneńskim obwodu witebskiego Białoruskiej SRR, ZSRR. Ukończył Woroneski Instytut Inżynieryjno-Budowlany w Rosyjskiej FSRR, uzyskując wykształcenie inżyniera automatyka. W latach 1973–1986 pracował jako inżynier, główny energetyk, główny inżynier, dyrektor Mińskiej Fabryki Ceramicznej. W latach 1986–1994 pełnił funkcję dyrektora generalnego Zjednoczenia Produkcyjnego „Minskstrojmatieriały”. Od 1994 roku był prezesem – dyrektorem generalnym firmy „Kieramin”.

### Działalność parlamentarna
W drugiej turze uzupełniających wyborów parlamentarnych 10 grudnia 1995 roku został wybrany na deputowanego do Rady Najwyższej Republiki Białorusi XIII kadencji z aerafłockiego okręgu wyborczego nr 238 miasta Mińska. 19 grudnia 1995 roku został zarejestrowany przez centralną komisję wyborczą, a 9 stycznia 1996 roku zaprzysiężony na deputowanego. Od 23 stycznia pełnił w Radzie Najwyższej funkcję członka Stałej Komisji ds. Polityki Ekonomicznej i Reform. Był bezpartyjny, należał do popierającej prezydenta Alaksandra Łukaszenkę frakcji „Zgoda”. Od 3 czerwca był przewodniczącym grupy roboczej Rady Najwyższej ds. współpracy z parlamentem Ukrainy. Poparł dokonaną przez prezydenta kontrowersyjną i częściowo nieuznaną międzynarodowo zmianę konstytucji. 27 listopada 1996 roku przestał uczestniczyć w pracach Rady Najwyższej i wszedł w skład utworzonej przez prezydenta Izby Reprezentantów Zgromadzenia Narodowego Republiki Białorusi I kadencji. Pełnił w niej funkcję członka Komisji ds. Ekonomiki. Zgodnie z Konstytucją Białorusi z 1994 roku jego mandat deputowanego Rady Najwyższej formalnie zakończył się 9 stycznia 2001 roku; kolejne wybory do tego organu jednak nigdy się nie odbyły. Jego kadencja w Izbie Reprezentantów I kadencji zakończyła się 21 listopada 2000 roku.

## Życie prywatne
Anatol Ciuciunou jest żonaty.